# Ephyrodes pallida
Ephyrodes pallida là một loài bướm đêm trong họ Erebidae.